# Équipe du Danemark de football à la Coupe du monde 2018
Cet article relate le parcours de l'Équipe du Danemark de football lors de la Coupe du monde de football 2018 organisée en Russie du 14 juin au 15 juillet 2018.

## Qualifications

### Groupe E
| Rang | Équipe     | Pts | J  | G | N | P | Bp | Bc | Diff |  | Résultats (▼ dom., ► ext.) |     |     |     |     |     |     |
| ---- | ---------- | --- | -- | - | - | - | -- | -- | ---- |  | -------------------------- | --- | --- | --- | --- | --- | --- |
| 1    | Pologne    | 25  | 10 | 8 | 1 | 1 | 28 | 14 | +14  |  | Pologne                    |     | 3-2 | 4-2 | 3-1 | 2-1 | 3-0 |
| 2    | Danemark   | 20  | 10 | 6 | 2 | 2 | 20 | 8  | +12  |  | Danemark                   | 4-0 |     | 0-1 | 1-1 | 1-0 | 4-1 |
| 3    | Monténégro | 16  | 10 | 5 | 1 | 4 | 20 | 12 | +8   |  | Monténégro                 | 1-2 | 0-1 |     | 1-0 | 4-1 | 5-0 |
| 4    | Roumanie   | 13  | 10 | 3 | 4 | 3 | 12 | 10 | +2   |  | Roumanie                   | 0-3 | 0-0 | 1-1 |     | 1-0 | 3-1 |
| 5    | Arménie    | 7   | 10 | 2 | 1 | 7 | 10 | 26 | -16  |  | Arménie                    | 1-6 | 1-4 | 3-2 | 0-5 |     | 2-0 |
| 6    | Kazakhstan | 3   | 10 | 0 | 3 | 7 | 6  | 26 | -20  |  | Kazakhstan                 | 2-2 | 1-3 | 0-3 | 0-0 | 1-1 |     |

### Barrages
| Équipe 1 | Résultat | Équipe 2             | Aller | Retour |
| -------- | -------- | -------------------- | ----- | ------ |
| Danemark | 5 - 1    | République d'Irlande | 0 - 0 | 5 - 1  |

| 11 novembre 2017 | Danemark | 0 - 0 | République d'Irlande | Telia Parken, Copenhague                       |                                                |
| 20h45 UTC+1      |          |       |                      | Spectateurs : 36 189 Arbitrage : Milorad Mažić | Spectateurs : 36 189 Arbitrage : Milorad Mažić |
| 20h45 UTC+1      | Rapport  |       |                      | Spectateurs : 36 189 Arbitrage : Milorad Mažić | Spectateurs : 36 189 Arbitrage : Milorad Mažić |

| 14 novembre 2017 | République d'Irlande | 1 - 5   | Danemark                                                    | Aviva Stadium, Dublin        |                              |
| 19h45 UTC+0      | Duffy 6e             | (1 - 2) | 29e Christensen · 32e 63e 74e Eriksen · 90e (pen.) Bendtner | Arbitrage : Szymon Marciniak | Arbitrage : Szymon Marciniak |
| 19h45 UTC+0      | Rapport              |         |                                                             | Arbitrage : Szymon Marciniak | Arbitrage : Szymon Marciniak |

## Préparation

### Matchs de préparation à la Coupe du monde
Détail des matchs amicaux
| Match amical          | Suède       | 1 – 0   | Danemark | Sheikh Zayed Stadium, Abu Dhabi             |                                             |
| 11 janvier 2018 17h45 | Nilsson 90e | (0 - 0) |          | Spectateurs : 175 Arbitrage : Antti Munukka | Spectateurs : 175 Arbitrage : Antti Munukka |
| 11 janvier 2018 17h45 | Rapport     |         |          | Spectateurs : 175 Arbitrage : Antti Munukka | Spectateurs : 175 Arbitrage : Antti Munukka |

| Match amical          | Jordanie                                      | 3 – 2   | Danemark                   | Sheikh Zayed Stadium, Abu Dhabi |                   |
| 15 janvier 2018 14h00 | Abdulhadi 25e · Al Dardour 57e · Al Mardi 83e | (1 - 0) | Gammelby 48e · Duelund 85e | Spectateurs : 200               | Spectateurs : 200 |
| 15 janvier 2018 14h00 | Rapport                                       |         |                            | Spectateurs : 200               | Spectateurs : 200 |

| Match amical       | Danemark  | 1 – 0   | Panama | Brøndby Stadion, Brøndby                    |                                             |
| 22 mars 2018 20h00 | Sisto 69e | (0 - 0) |        | Spectateurs : 11 160 Arbitrage : Neil Doyle | Spectateurs : 11 160 Arbitrage : Neil Doyle |
| 22 mars 2018 20h00 | Rapport   |         |        | Spectateurs : 11 160 Arbitrage : Neil Doyle | Spectateurs : 11 160 Arbitrage : Neil Doyle |

| Match amical       | Danemark | 0 – 0   | Chili | Energi Nord Arena, Aalborg                   |                                              |
| 27 mars 2018 20h00 |          | (0 - 0) |       | Spectateurs : 11 527 Arbitrage : John Beaton | Spectateurs : 11 527 Arbitrage : John Beaton |
| 27 mars 2018 20h00 | Rapport  |         |       | Spectateurs : 11 527 Arbitrage : John Beaton | Spectateurs : 11 527 Arbitrage : John Beaton |

| Match amical      | Suède | 0 – 0   | Danemark | Stade olympique de Stockholm, Stockholm         |                                                 |
| 2 juin 2018 19h45 |       | (0 - 0) |          | Spectateurs : 41 558 Arbitrage : Tobias Stieler | Spectateurs : 41 558 Arbitrage : Tobias Stieler |

| Match amical      | Danemark                  | 2 – 0   | Mexique | Brøndby Stadion, Brøndby   |                            |
| 9 juin 2018 20h00 | Poulsen 71e · Eriksen 74e | (0 - 0) |         | Arbitrage : Kai Erik Steen | Arbitrage : Kai Erik Steen |

## Effectif
La liste de 23 joueurs, est connue le 3 juin 2018.
| Numéro / Nom       | Numéro / Nom            | Club                     | Date de naissance et âge*  | J.              | Buts            |                 |                 |                 |
| Gardiens de but    | Gardiens de but         | Gardiens de but          | Gardiens de but            | Gardiens de but | Gardiens de but | Gardiens de but | Gardiens de but | Gardiens de but |
| ------------------ | ----------------------- | ------------------------ | -------------------------- | --------------- | --------------- | --------------- | --------------- | --------------- |
| 01                 | Kasper Schmeichel       | Leicester City           | 5 novembre 1986 (31 ans)   | 4               | 0               | 0               | 0               | 0               |
| 16                 | Jonas Lössl             | Huddersfield Town        | 1er février 1989 (29 ans)  | 0               | 0               | 0               | 0               | 0               |
| 22                 | Frederik Rønnow         | Brøndby IF               | 4 août 1992 (25 ans)       | 0               | 0               | 0               | 0               | 0               |
| Défenseurs         |                         |                          |                            |                 |                 |                 |                 |                 |
| 03                 | Jannik Vestergaard      | Borussia Mönchengladbach | 3 août 1992 (25 ans)       | 0               | 0               | 0               | 0               | 0               |
| 04                 | Simon Kjær              | Séville FC               | 26 mars 1989 (29 ans)      | 4               | 0               | 0               | 0               | 0               |
| 05                 | Jonas Knudsen           | Ipswich Town             | 16 septembre 1992 (25 ans) | 1               | 0               | 0               | 0               | 0               |
| 06                 | Andreas Christensen     | Chelsea FC               | 10 avril 1996 (22 ans)     | 4               | 0               | 0               | 0               | 0               |
| 13                 | Mathias Jørgensen       | Huddersfield Town        | 23 avril 1990 (28 ans)     | 3               | 1               | 2               | 0               | 0               |
| 14                 | Henrik Dalsgaard        | Brentford FC             | 27 juillet 1989 (28 ans)   | 4               | 0               | 0               | 0               | 0               |
| 17                 | Jens Stryger Larsen     | Udinese Calcio           | 21 février 1991 (27 ans)   | 3               | 0               | 0               | 0               | 0               |
| Milieux de terrain |                         |                          |                            |                 |                 |                 |                 |                 |
| 02                 | Michael Krohn-Dehli     | Deportivo La Corogne     | 6 juin 1983 (35 ans)       | 1               | 0               | 0               | 0               | 0               |
| 07                 | William Kvist Jorgensen | FC Copenhague            | 24 février 1985 (33 ans)   | 1               | 0               | 0               | 0               | 0               |
| 08                 | Thomas Delaney          | Werder Brême             | 3 septembre 1991 (26 ans)  | 4               | 0               | 1               | 0               | 0               |
| 10                 | Christian Eriksen       | Tottenham Hotspur        | 14 février 1992 (26 ans)   | 4               | 1               | 0               | 0               | 0               |
| 18                 | Lukas Lerager           | Girondins de Bordeaux    | 12 juillet 1993 (24 ans)   | 1               | 0               | 0               | 0               | 0               |
| 19                 | Lasse Schöne            | Ajax Amsterdam           | 27 mai 1986 (32 ans)       | 3               | 0               | 0               | 0               | 0               |
| 23                 | Pione Sisto             | Celta Vigo               | 4 février 1995 (23 ans)    | 4               | 0               | 1               | 0               | 0               |
| Attaquants         |                         |                          |                            |                 |                 |                 |                 |                 |
| 09                 | Nicolai Jørgensen       | Feyenoord Rotterdam      | 15 janvier 1991 (27 ans)   | 3               | 0               | 0               | 0               | 0               |
| 11                 | Martin Braithwaite      | Girondins de Bordeaux    | 5 juin 1991 (27 ans)       | 4               | 0               | 0               | 0               | 0               |
| 12                 | Kasper Dolberg          | Ajax Amsterdam           | 6 octobre 1997 (20 ans)    | 1               | 0               | 0               | 0               | 0               |
| 15                 | Viktor Fischer          | FC Copenhague            | 9 juin 1994 (24 ans)       | 1               | 0               | 0               | 0               | 0               |
| 20                 | Yussuf Poulsen          | RB Leipzig               | 15 juin 1994 (23 ans)      | 3               | 1               | 2               | 0               | 0               |
| 21                 | Andreas Cornelius       | Atalanta Bergame         | 16 mars 1993 (25 ans)      | 3               | 0               | 0               | 0               | 0               |
| Sélectionneur      |                         |                          |                            |                 |                 |                 |                 |                 |
|                    | Åge Hareide             |                          | 23 septembre 1953 (64 ans) |                 |                 |                 |                 |                 |

* NB : Les âges sont calculés au début de la Coupe du monde 2018, le 14 juin 2018.

## Coupe du monde

### Premier tour - Groupe C
|   | Équipe    | Pts | J | G | N | P | Bp | Bc | Diff |
| 1 | France    | 7   | 3 | 2 | 1 | 0 | 3  | 1  | +2   |
| 2 | Danemark  | 5   | 3 | 1 | 2 | 0 | 2  | 1  | +1   |
| 3 | Pérou     | 3   | 3 | 1 | 0 | 2 | 2  | 2  | 0    |
| 4 | Australie | 1   | 3 | 0 | 1 | 2 | 2  | 5  | -3   |

| 5  | 16 juin 2018 | France    | 2 - 1 | Australie |
| 6  | 16 juin 2018 | Pérou     | 0 - 1 | Danemark  |
| 21 | 21 juin 2018 | France    | 1 - 0 | Pérou     |
| 22 | 21 juin 2018 | Danemark  | 1 - 1 | Australie |
| 37 | 26 juin 2018 | Danemark  | 0 - 0 | France    |
| 38 | 26 juin 2018 | Australie | 0 - 2 | Pérou     |

#### Pérou - Danemark
| Match 6                                                  | Pérou   | 0 - 1   | Danemark                                | Stade de Mordovie, Saransk                      |                                                 |
| 16 juin 2018 · 19h00 (UTC+3) · Historique des rencontres |         | (0 - 0) | 59e Yussuf Poulsen (Christian Eriksen ) | Spectateurs : 40 502 Arbitrage : Bakary Gassama | Spectateurs : 40 502 Arbitrage : Bakary Gassama |
| 16 juin 2018 · 19h00 (UTC+3) · Historique des rencontres | Rapport |         |                                         | Spectateurs : 40 502 Arbitrage : Bakary Gassama | Spectateurs : 40 502 Arbitrage : Bakary Gassama |

| Pérou | Danemark |

| PÉROU :         |    |                   |     |     |
|                 |    |                   |     |     |
| Gardien de but  | 01 | Pedro Gallese     |     |     |
|                 | 17 | Luis Advíncula    |     |     |
|                 | 02 | Alberto Rodríguez |     |     |
|                 | 15 | Christian Ramos   |     |     |
|                 | 06 | Miguel Trauco     |     |     |
|                 | 13 | Renato Tapia      | 38e | 87e |
|                 | 19 | Yoshimar Yotún    |     |     |
|                 | 18 | André Carrillo    |     |     |
|                 | 08 | Christian Cueva   |     |     |
|                 | 20 | Edison Flores     |     | 62e |
|                 | 10 | Jefferson Farfán  |     | 85e |
| Remplaçants :   |    |                   |     |     |
|                 | 09 | Paolo Guerrero    |     | 62e |
|                 | 11 | Raúl Ruidíaz      |     | 85e |
|                 | 23 | Pedro Aquino      |     | 87e |
| Sélectionneur : |    |                   |     |     |
| Ricardo Gareca  |    |                   |     |     |

| DANEMARK :      |    |                     |       |     |
|                 |    |                     |       |     |
| Gardien de but  | 01 | Kasper Schmeichel   |       |     |
|                 | 14 | Henrik Dalsgaard    |       |     |
|                 | 04 | Simon Kjær          |       |     |
|                 | 06 | Andreas Christensen |       | 81e |
|                 | 17 | Jens Stryger Larsen |       |     |
|                 | 07 | William Kvist       |       | 35e |
|                 | 10 | Christian Eriksen   |       |     |
|                 | 08 | Thomas Delaney      | 86e   |     |
|                 | 20 | Yussuf Poulsen      | 90+3e |     |
|                 | 09 | Nicolai Jørgensen   |       |     |
|                 | 23 | Pione Sisto         |       | 67e |
| Remplaçants :   |    |                     |       |     |
|                 | 19 | Lasse Schöne        |       | 35e |
|                 | 11 | Martin Braithwaite  |       | 67e |
|                 | 13 | Mathias Jørgensen   |       | 81e |
| Sélectionneur : |    |                     |       |     |
| Åge Hareide     |    |                     |       |     |

| Assistants : Jean Claude Birumushahu Abdelhak Etchiali Quatrième arbitre : Mehdi Abid Charef Cinquième arbitre : Anouar Hmila Arbitre vidéo : Felix Zwayer Assistants arbitre vidéo : Bastian Dankert Mark Borsch Danny Makkelie Homme du Match : Yussuf Poulsen |

#### Danemark - Australie
| Match 22                                                 | Danemark                                  | 1 - 1   | Australie               | Samara Arena, Samara                                 |                                                      |
| 21 juin 2018 · 16h00 (UTC+4) · Historique des rencontres | ( Nicolai Jørgensen) Christian Eriksen 7e | (1 - 1) | 38e (pen.) Mile Jedinak | Spectateurs : 40 727 Arbitrage : Antonio Mateu Lahoz | Spectateurs : 40 727 Arbitrage : Antonio Mateu Lahoz |
| 21 juin 2018 · 16h00 (UTC+4) · Historique des rencontres | Rapport                                   |         |                         | Spectateurs : 40 727 Arbitrage : Antonio Mateu Lahoz | Spectateurs : 40 727 Arbitrage : Antonio Mateu Lahoz |

| Danemark | Australie |

| DANEMARK :      |    |                     |     |     |
|                 |    |                     |     |     |
| Gardien de but  | 01 | Kasper Schmeichel   |     |     |
|                 | 14 | Henrik Dalsgaard    |     |     |
|                 | 04 | Simon Kjær          |     |     |
|                 | 06 | Andreas Christensen |     |     |
|                 | 17 | Jens Stryger Larsen |     |     |
|                 | 08 | Thomas Delaney      |     |     |
|                 | 19 | Lasse Schöne        |     |     |
|                 | 10 | Christian Eriksen   |     |     |
|                 | 20 | Yussuf Poulsen      | 37e | 59e |
|                 | 09 | Nicolai Jørgensen   |     | 68e |
|                 | 23 | Pione Sisto         | 84e |     |
| Remplaçants :   |    |                     |     |     |
|                 | 11 | Martin Braithwaite  |     | 59e |
|                 | 21 | Andreas Cornelius   |     | 68e |
| Sélectionneur : |    |                     |     |     |
| Åge Hareide     |    |                     |     |     |

| AUSTRALIE :      |    |                 |  |     |
|                  |    |                 |  |     |
| Gardien de but   | 01 | Mathew Ryan     |  |     |
|                  | 19 | Josh Risdon     |  |     |
|                  | 20 | Trent Sainsbury |  |     |
|                  | 05 | Mark Milligan   |  |     |
|                  | 16 | Aziz Behich     |  |     |
|                  | 15 | Mile Jedinak    |  |     |
|                  | 13 | Aaron Mooy      |  |     |
|                  | 07 | Mathew Leckie   |  |     |
|                  | 23 | Tom Rogić       |  | 82e |
|                  | 10 | Robbie Kruse    |  | 68e |
|                  | 11 | Andrew Nabbout  |  | 75e |
| Remplaçants :    |    |                 |  |     |
|                  | 17 | Daniel Arzani   |  | 68e |
|                  | 09 | Tomi Jurić      |  | 75e |
|                  | 22 | Jackson Irvine  |  | 82e |
| Sélectionneur :  |    |                 |  |     |
| Bert van Marwijk |    |                 |  |     |

| Assistants : Pau Cebrián Devís Roberto Díaz Pérez Quatrième arbitre : Bamlak Tessema Weyesa Cinquième arbitre : Juan Carlos Mora Arbitre vidéo : Mark Geiger Assistants arbitre vidéo : Jair Marrufo Joe Fletcher Paolo Valeri Homme du Match : Christian Eriksen |

#### Danemark - France
| Match 37                                                 | Danemark | 0 - 0   | France | Stade Loujniki, Moscou                        |                                               |
| 26 juin 2018 · 17h00 (UTC+3) · Historique des rencontres |          | (0 - 0) |        | Spectateurs : 78 011 Arbitrage : Sandro Ricci | Spectateurs : 78 011 Arbitrage : Sandro Ricci |
| 26 juin 2018 · 17h00 (UTC+3) · Historique des rencontres | Rapport  |         |        | Spectateurs : 78 011 Arbitrage : Sandro Ricci | Spectateurs : 78 011 Arbitrage : Sandro Ricci |

| Danemark | France |

| DANEMARK :      |    |                     |       |       |
|                 |    |                     |       |       |
| Gardien de but  | 01 | Kasper Schmeichel   |       |       |
|                 | 14 | Henrik Dalsgaard    |       |       |
|                 | 04 | Simon Kjær          |       |       |
|                 | 06 | Andreas Christensen |       |       |
|                 | 17 | Jens Stryger Larsen |       |       |
|                 | 08 | Thomas Delaney      |       | 90+2e |
|                 | 13 | Mathias Jørgensen   | 45+3e |       |
|                 | 10 | Christian Eriksen   |       |       |
|                 | 23 | Pione Sisto         |       | 60e   |
|                 | 21 | Andreas Cornelius   |       | 75e   |
|                 | 11 | Martin Braithwaite  |       |       |
| Remplaçants :   |    |                     |       |       |
|                 | 15 | Viktor Fischer      |       | 60e   |
|                 | 12 | Kasper Dolberg      |       | 75e   |
|                 | 18 | Lukas Lerager       |       | 90+2e |
| Sélectionneur : |    |                     |       |       |
| Åge Hareide     |    |                     |       |       |

| FRANCE :         |    |                   |   |     |
|                  |    |                   |   |     |
| Gardien de but   | 16 | Steve Mandanda    |   |     |
|                  | 19 | Djibril Sidibé    |   |     |
|                  | 04 | Raphaël Varane    |   |     |
|                  | 03 | Presnel Kimpembe  |   |     |
|                  | 21 | Lucas Hernandez   | 0 | 50e |
|                  | 13 | N'Golo Kanté      |   |     |
|                  | 15 | Steven Nzonzi     |   |     |
|                  | 11 | Ousmane Dembélé   |   | 78e |
|                  | 07 | Antoine Griezmann |   | 68e |
|                  | 08 | Thomas Lemar      |   |     |
|                  | 09 | Olivier Giroud    |   |     |
| Remplaçants :    |    |                   |   |     |
|                  | 22 | Benjamin Mendy    |   | 50e |
|                  | 18 | Nabil Fekir       |   | 68e |
|                  | 10 | Kylian Mbappé     |   | 78e |
| Sélectionneur :  |    |                   |   |     |
| Didier Deschamps |    |                   |   |     |

| Assistants : Emerson de Carvalho Marcelo Van Gasse Quatrième arbitre : Gianluca Rocchi Cinquième arbitre : Mauro Tonolini Arbitre vidéo : Mauro Vigliano Assistants arbitre vidéo : Tiago Martins Hernán Maidana Jair Marrufo Homme du Match : N'Golo Kanté |

### Huitième de finale

#### Croatie - Danemark
| Match 52                                                     | Croatie                                                                     | 1 - 1 a.p.            | Danemark                                                                                | Stade de Nijni Novgorod, Nijni Novgorod        |                                                |
| 1er juillet 2018 · 21:00 (UTC+3) · Historique des rencontres | Mario Mandžukić 4e                                                          | (1 - 1, 1 - 1, 1 - 1) | 1re Mathias Jørgensen (Thomas Delaney )                                                 | Spectateurs : 40 851 Arbitrage : Néstor Pitana | Spectateurs : 40 851 Arbitrage : Néstor Pitana |
| 1er juillet 2018 · 21:00 (UTC+3) · Historique des rencontres | Rapport                                                                     |                       |                                                                                         | Spectateurs : 40 851 Arbitrage : Néstor Pitana | Spectateurs : 40 851 Arbitrage : Néstor Pitana |
| 1er juillet 2018 · 21:00 (UTC+3) · Historique des rencontres | Milan Badelj · Andrej Kramarić · Luka Modrić · Josip Pivarić · Ivan Rakitić | Tirs au but 3 - 2     | Christian Eriksen · Simon Kjær · Michael Krohn-Dehli · Lasse Schöne · Nicolai Jørgensen | Spectateurs : 40 851 Arbitrage : Néstor Pitana | Spectateurs : 40 851 Arbitrage : Néstor Pitana |

| Croatie | Danemark |

| CROATIE :       |    |                  |  |      |
|                 |    |                  |  |      |
| Gardien de but  | 23 | Danijel Subašić  |  |      |
|                 | 02 | Šime Vrsaljko    |  |      |
|                 | 06 | Dejan Lovren     |  |      |
|                 | 21 | Domagoj Vida     |  |      |
|                 | 03 | Ivan Strinić     |  | 81e  |
|                 | 07 | Ivan Rakitić     |  |      |
|                 | 11 | Marcelo Brozović |  | 71e  |
|                 | 18 | Ante Rebić       |  |      |
|                 | 10 | Luka Modrić      |  |      |
|                 | 04 | Ivan Perišić     |  | 97e  |
|                 | 17 | Mario Mandžukić  |  | 108e |
| Remplaçants :   |    |                  |  |      |
|                 | 08 | Mateo Kovačić    |  | 71e  |
|                 | 22 | Josip Pivarić    |  | 81e  |
|                 | 09 | Andrej Kramarić  |  | 97e  |
|                 | 19 | Milan Badelj     |  | 108e |
| Sélectionneur : |    |                  |  |      |
| Zlatko Dalić    |    |                  |  |      |

| DANEMARK :      |    |                     |      |      |
|                 |    |                     |      |      |
| Gardien de but  | 01 | Kasper Schmeichel   |      |      |
|                 | 05 | Jonas Knudsen       |      |      |
|                 | 04 | Simon Kjær          |      |      |
|                 | 13 | Mathias Jørgensen   | 115e |      |
|                 | 14 | Henrik Dalsgaard    |      |      |
|                 | 06 | Andreas Christensen |      | 46e  |
|                 | 08 | Thomas Delaney      |      | 98e  |
|                 | 10 | Christian Eriksen   |      |      |
|                 | 20 | Yussuf Poulsen      |      |      |
|                 | 21 | Andreas Cornelius   |      | 66e  |
|                 | 11 | Martin Braithwaite  |      | 106e |
| Remplaçants :   |    |                     |      |      |
|                 | 19 | Lasse Schöne        |      | 46e  |
|                 | 09 | Nicolai Jørgensen   |      | 66e  |
|                 | 02 | Michael Krohn-Dehli |      | 98e  |
|                 | 23 | Pione Sisto         |      | 106e |
| Sélectionneur : |    |                     |      |      |
| Åge Hareide     |    |                     |      |      |

| Assistants : Hernán Maidana Juan Pablo Bellati Quatrième arbitre : Enrique Cáceres Cinquième arbitre : Eduardo Cardozo Arbitre vidéo : Mauro Vigliano Assistants arbitre vidéo : Gery Vargas Roberto Díaz Pérez Daniele Orsato Homme du Match : Kasper Schmeichel |

## Statistiques

### Temps de jeu
| Joueur                  |          |          |          |          | TT       | But inscrit | Passe décisive | MJ       | MT       | Légende |
| ----------------------- | -------- | -------- | -------- | -------- | -------- | ----------- | -------------- | -------- | -------- | --- |
| Gardiens                | Gardiens | Gardiens | Gardiens | Gardiens | Gardiens | Gardiens    | Gardiens       | Gardiens | Gardiens | Abréviations et symboles : TT : Total de minutes jouées MJ : Nombre de matchs joués MT : Matchs joués en tant que titulaire : but (csc) : but contre son camp : passe décisive : joueur entré : joueur remplacé : capitaine : carton jaune : carton rouge |
| Kasper Schmeichel       | 90       | 90       | 90       | 120      | 390      | -           | -              | 4        | 4        | Abréviations et symboles : TT : Total de minutes jouées MJ : Nombre de matchs joués MT : Matchs joués en tant que titulaire : but (csc) : but contre son camp : passe décisive : joueur entré : joueur remplacé : capitaine : carton jaune : carton rouge |
| Jonas Lössl             | -        | -        | -        | -        | -        | -           | -              | -        | -        | Abréviations et symboles : TT : Total de minutes jouées MJ : Nombre de matchs joués MT : Matchs joués en tant que titulaire : but (csc) : but contre son camp : passe décisive : joueur entré : joueur remplacé : capitaine : carton jaune : carton rouge |
| Frederik Rønnow         | -        | -        | -        | -        | -        | -           | -              | -        | -        | Abréviations et symboles : TT : Total de minutes jouées MJ : Nombre de matchs joués MT : Matchs joués en tant que titulaire : but (csc) : but contre son camp : passe décisive : joueur entré : joueur remplacé : capitaine : carton jaune : carton rouge |
| Défenseurs              |          |          |          |          |          |             |                |          |          | Abréviations et symboles : TT : Total de minutes jouées MJ : Nombre de matchs joués MT : Matchs joués en tant que titulaire : but (csc) : but contre son camp : passe décisive : joueur entré : joueur remplacé : capitaine : carton jaune : carton rouge |
| Jannik Vestergaard      | -        | -        | -        | -        | -        | -           | -              | -        | -        | Abréviations et symboles : TT : Total de minutes jouées MJ : Nombre de matchs joués MT : Matchs joués en tant que titulaire : but (csc) : but contre son camp : passe décisive : joueur entré : joueur remplacé : capitaine : carton jaune : carton rouge |
| Simon Kjær              | 90       | 90       | 90       | 120      | 390      | -           | -              | 4        | 4        | Abréviations et symboles : TT : Total de minutes jouées MJ : Nombre de matchs joués MT : Matchs joués en tant que titulaire : but (csc) : but contre son camp : passe décisive : joueur entré : joueur remplacé : capitaine : carton jaune : carton rouge |
| Jonas Knudsen           | -        | -        | -        | 120      | 120      | -           | -              | 1        | 1        | Abréviations et symboles : TT : Total de minutes jouées MJ : Nombre de matchs joués MT : Matchs joués en tant que titulaire : but (csc) : but contre son camp : passe décisive : joueur entré : joueur remplacé : capitaine : carton jaune : carton rouge |
| Andreas Christensen     | 81       | 90       | 90       | 46       | 307      | -           | -              | 4        | 4        | Abréviations et symboles : TT : Total de minutes jouées MJ : Nombre de matchs joués MT : Matchs joués en tant que titulaire : but (csc) : but contre son camp : passe décisive : joueur entré : joueur remplacé : capitaine : carton jaune : carton rouge |
| Mathias Jørgensen       | 9        | -        | 90       | 120      | 219      | 1           | -              | 3        | 2        | Abréviations et symboles : TT : Total de minutes jouées MJ : Nombre de matchs joués MT : Matchs joués en tant que titulaire : but (csc) : but contre son camp : passe décisive : joueur entré : joueur remplacé : capitaine : carton jaune : carton rouge |
| Henrik Dalsgaard        | 90       | 90       | 90       | 120      | 390      | -           | -              | 4        | 4        | Abréviations et symboles : TT : Total de minutes jouées MJ : Nombre de matchs joués MT : Matchs joués en tant que titulaire : but (csc) : but contre son camp : passe décisive : joueur entré : joueur remplacé : capitaine : carton jaune : carton rouge |
| Jens Stryger Larsen     | 90       | 90       | 90       | -        | 270      | -           | -              | 3        | 3        | Abréviations et symboles : TT : Total de minutes jouées MJ : Nombre de matchs joués MT : Matchs joués en tant que titulaire : but (csc) : but contre son camp : passe décisive : joueur entré : joueur remplacé : capitaine : carton jaune : carton rouge |
| Milieux                 |          |          |          |          |          |             |                |          |          | Abréviations et symboles : TT : Total de minutes jouées MJ : Nombre de matchs joués MT : Matchs joués en tant que titulaire : but (csc) : but contre son camp : passe décisive : joueur entré : joueur remplacé : capitaine : carton jaune : carton rouge |
| Michael Krohn-Dehli     | -        | -        | -        | 22       | 22       | -           | -              | 1        | -        | Abréviations et symboles : TT : Total de minutes jouées MJ : Nombre de matchs joués MT : Matchs joués en tant que titulaire : but (csc) : but contre son camp : passe décisive : joueur entré : joueur remplacé : capitaine : carton jaune : carton rouge |
| William Kvist Jorgensen | 35       | -        | -        | -        | 35       | -           | -              | 1        | 1        | Abréviations et symboles : TT : Total de minutes jouées MJ : Nombre de matchs joués MT : Matchs joués en tant que titulaire : but (csc) : but contre son camp : passe décisive : joueur entré : joueur remplacé : capitaine : carton jaune : carton rouge |
| Thomas Delaney          | 90       | 90       | 90       | 98       | 368      | -           | 1              | 4        | 4        | Abréviations et symboles : TT : Total de minutes jouées MJ : Nombre de matchs joués MT : Matchs joués en tant que titulaire : but (csc) : but contre son camp : passe décisive : joueur entré : joueur remplacé : capitaine : carton jaune : carton rouge |
| Christian Eriksen       | 90       | 90       | 90       | 120      | 390      | 1           | 1              | 4        | 4        | Abréviations et symboles : TT : Total de minutes jouées MJ : Nombre de matchs joués MT : Matchs joués en tant que titulaire : but (csc) : but contre son camp : passe décisive : joueur entré : joueur remplacé : capitaine : carton jaune : carton rouge |
| Lukas Lerager           | -        | -        | 0        | -        | 0        | -           | -              | 1        | -        | Abréviations et symboles : TT : Total de minutes jouées MJ : Nombre de matchs joués MT : Matchs joués en tant que titulaire : but (csc) : but contre son camp : passe décisive : joueur entré : joueur remplacé : capitaine : carton jaune : carton rouge |
| Lasse Schöne            | 55       | 90       | -        | 74       | 219      | -           | -              | 3        | 1        | Abréviations et symboles : TT : Total de minutes jouées MJ : Nombre de matchs joués MT : Matchs joués en tant que titulaire : but (csc) : but contre son camp : passe décisive : joueur entré : joueur remplacé : capitaine : carton jaune : carton rouge |
| Pione Sisto             | 67       | 90       | 60       | 14       | 231      | -           | -              | 4        | 3        | Abréviations et symboles : TT : Total de minutes jouées MJ : Nombre de matchs joués MT : Matchs joués en tant que titulaire : but (csc) : but contre son camp : passe décisive : joueur entré : joueur remplacé : capitaine : carton jaune : carton rouge |
| Attaquants              |          |          |          |          |          |             |                |          |          | Abréviations et symboles : TT : Total de minutes jouées MJ : Nombre de matchs joués MT : Matchs joués en tant que titulaire : but (csc) : but contre son camp : passe décisive : joueur entré : joueur remplacé : capitaine : carton jaune : carton rouge |
| Nicolai Jørgensen       | 90       | 68       | -        | 54       | 212      | -           | 1              | 3        | 2        | Abréviations et symboles : TT : Total de minutes jouées MJ : Nombre de matchs joués MT : Matchs joués en tant que titulaire : but (csc) : but contre son camp : passe décisive : joueur entré : joueur remplacé : capitaine : carton jaune : carton rouge |
| Martin Braithwaite      | 23       | 31       | 90       | 106      | 250      | -           | -              | 4        | 2        | Abréviations et symboles : TT : Total de minutes jouées MJ : Nombre de matchs joués MT : Matchs joués en tant que titulaire : but (csc) : but contre son camp : passe décisive : joueur entré : joueur remplacé : capitaine : carton jaune : carton rouge |
| Kasper Dolberg          | -        | -        | 15       | -        | 15       | -           | -              | 1        | -        | Abréviations et symboles : TT : Total de minutes jouées MJ : Nombre de matchs joués MT : Matchs joués en tant que titulaire : but (csc) : but contre son camp : passe décisive : joueur entré : joueur remplacé : capitaine : carton jaune : carton rouge |
| Viktor Fischer          | -        | -        | 30       | -        | 30       | -           | -              | 1        | -        | Abréviations et symboles : TT : Total de minutes jouées MJ : Nombre de matchs joués MT : Matchs joués en tant que titulaire : but (csc) : but contre son camp : passe décisive : joueur entré : joueur remplacé : capitaine : carton jaune : carton rouge |
| Yussuf Poulsen          | 90       | 59       | -        | 120      | 269      | 1           | -              | 3        | 3        | Abréviations et symboles : TT : Total de minutes jouées MJ : Nombre de matchs joués MT : Matchs joués en tant que titulaire : but (csc) : but contre son camp : passe décisive : joueur entré : joueur remplacé : capitaine : carton jaune : carton rouge |
| Andreas Cornelius       | -        | 22       | 75       | 66       | 163      | -           | -              | 3        | 2        | Abréviations et symboles : TT : Total de minutes jouées MJ : Nombre de matchs joués MT : Matchs joués en tant que titulaire : but (csc) : but contre son camp : passe décisive : joueur entré : joueur remplacé : capitaine : carton jaune : carton rouge |
| TOTAL                   |          |          |          |          |          |             |                |          |          | Abréviations et symboles : TT : Total de minutes jouées MJ : Nombre de matchs joués MT : Matchs joués en tant que titulaire : but (csc) : but contre son camp : passe décisive : joueur entré : joueur remplacé : capitaine : carton jaune : carton rouge |
| Équipe du Danemark      | 90       | 90       | 90       | 120      | 390      | 3           | 3              | 4        | -        | Abréviations et symboles : TT : Total de minutes jouées MJ : Nombre de matchs joués MT : Matchs joués en tant que titulaire : but (csc) : but contre son camp : passe décisive : joueur entré : joueur remplacé : capitaine : carton jaune : carton rouge |

| Buts  | Joueurs           | Adversaires |
| ----- | ----------------- | ----------- |
| 1     | Yussuf Poulsen    | Pérou       |
| 1     | Christian Eriksen | Australie   |
| 1     | Mathias Jørgensen | Croatie     |
| TOTAL | 3 BUTS            | 3 BUTS      |

| Passes | Joueurs            | Adversaires        |
| ------ | ------------------ | ------------------ |
| 1      | Christian Eriksen  | Pérou              |
| 1      | Nicolai Jørgensen  | Australie          |
| 1      | Thomas Delaney     | Croatie            |
| TOTAL  | 3 PASSES DÉCISIVES | 3 PASSES DÉCISIVES |